# Rapid Holding
 (janvier 2017).
Si vous disposez d'ouvrages ou d'articles de référence ou si vous connaissez des sites web de qualité traitant du thème abordé ici, merci de compléter l'article en donnant les références utiles à sa vérifiabilité et en les liant à la section « Notes et références ».
La Rapid Holding AG est une entreprise suisse de l'industrie des machines et de l'immobilier. Son siège est à Dietikon.

## Description
Pendant la période comptable 2006-2007, l'entreprise compte 144 employés et produit un chiffre d'affaires de 5,65 millions francs suisses. Depuis octobre 2007, la Rapid Holding est cotée à la bourse BX Swiss (en). L'entreprise est séparée entre un deux secteurs, industrie et immobilier.
Le segment industriel comprend la production et la distribution de tracteur à essieu unique, l'importation et la vente de véhicules spéciaux pour des applications municipales, ainsi que la fabrication de pièces pour l'industrie de la machine. La division de l'immobilier se compose de trois société immobilières avec des propriétés à Dietikon, Killwangen, Fällanden, Urdorf et Bösingen en Suisse.

## Histoire
L'entreprise est fondée en 1926 à Zurich par Karl Welter et Arnold Rutishauser sous le nom de Rapid Motormäher AG comme fabricant de faucheuses motorisées.
De 1946 à 1947, Rapid lance une petite série de 36 Kleinstwagen nommée Schweizer Volkswagen – la voiture personnelle (ou du peuple) suisse. La voiture est conçue par Josef Ganz et présentée au public le 13 septembre 1946,. L'une d'entre elles figure au musée suisse des transports à Lucerne. En 1947, l'entreprise déménage sa production dans une nouvelle fabrique à Dietikon. 
En 1950, Rapid commence à produire des tracteurs agricoles légers Typ S qui connaissent un important succès. La Spezial est une machine ne permettant pas seulement de faucher, mais combinée à une prise de force, elle permet également d'actionner un engin agricole en remorque. La Spezial, un des premiers outils multi-fonctions du marché, accompagne la mécanisation de l'agriculture suisse et est construite de 1950 à 1978. Un autre succès est le Motormäher Rapid 505, produit à 30 000 exemplaires. En 1960, une production de 1 000 tondeuses à gazon voit le jour. En 1961, Rapid construit son siège à Dietikon. 
En 1964, Rapid se lance dans la production d'une remorque automobile de transport à deux axes et lance une division de l'entreprise qui durera trente ans. En 1972, Rapid sort un nouveau modèle de faucheuse qui permet de tondre sur des pentes de 65 %. Au milieu des années 1980, des tracteurs Lindner sont vendus en Suisse sous la dénomination Alltrac 2000 et Alltrac 3000. Une production de tracteurs faucheurs démarre en 1992.
En 2003, le groupe Rapid se retire du marché agricole et signe un contrat d'achat en 2019 avec la société allemande KommTek GmbH basée à Osterburken.

## Galerie

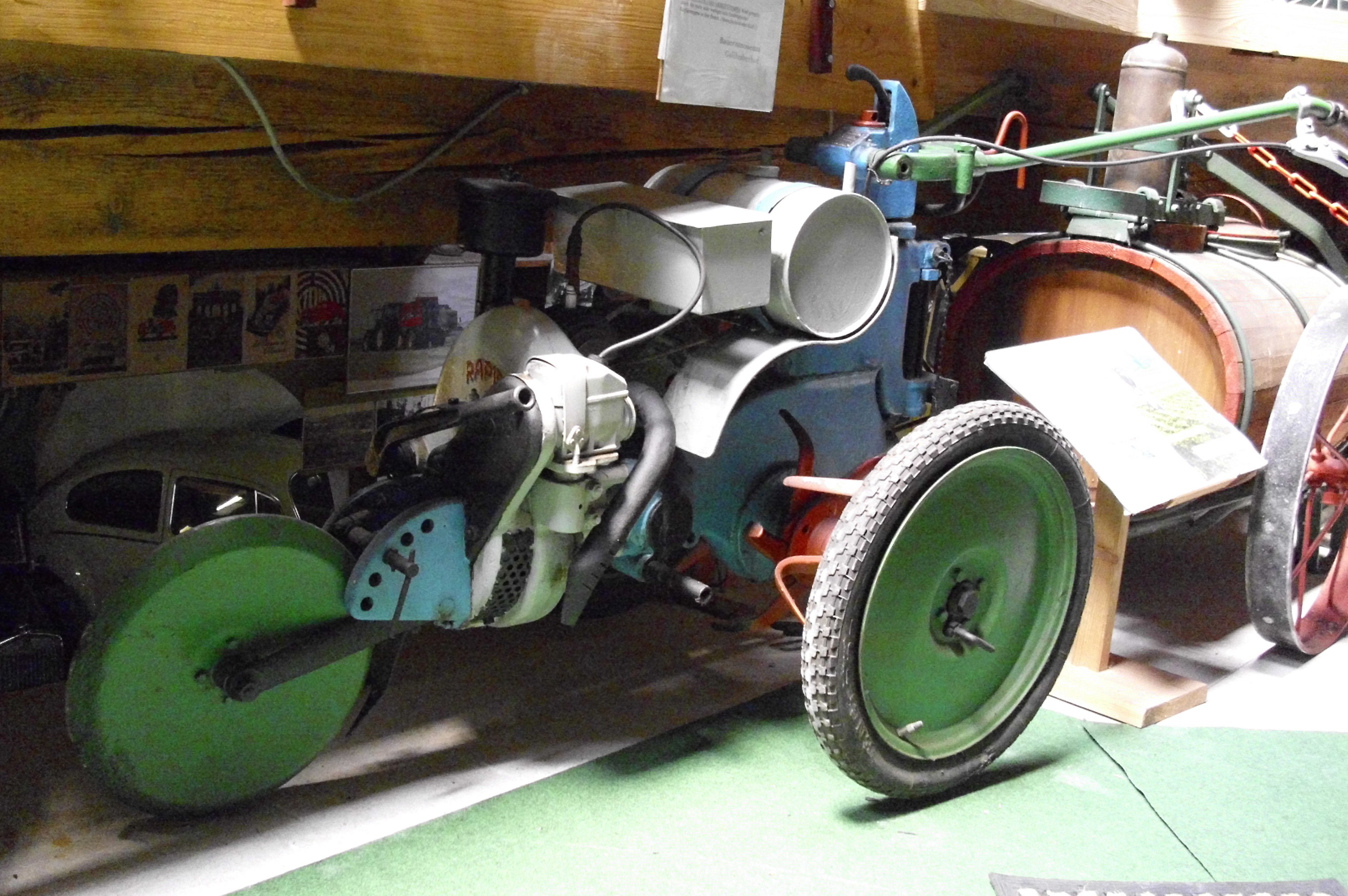
Tracteur léger de 1939
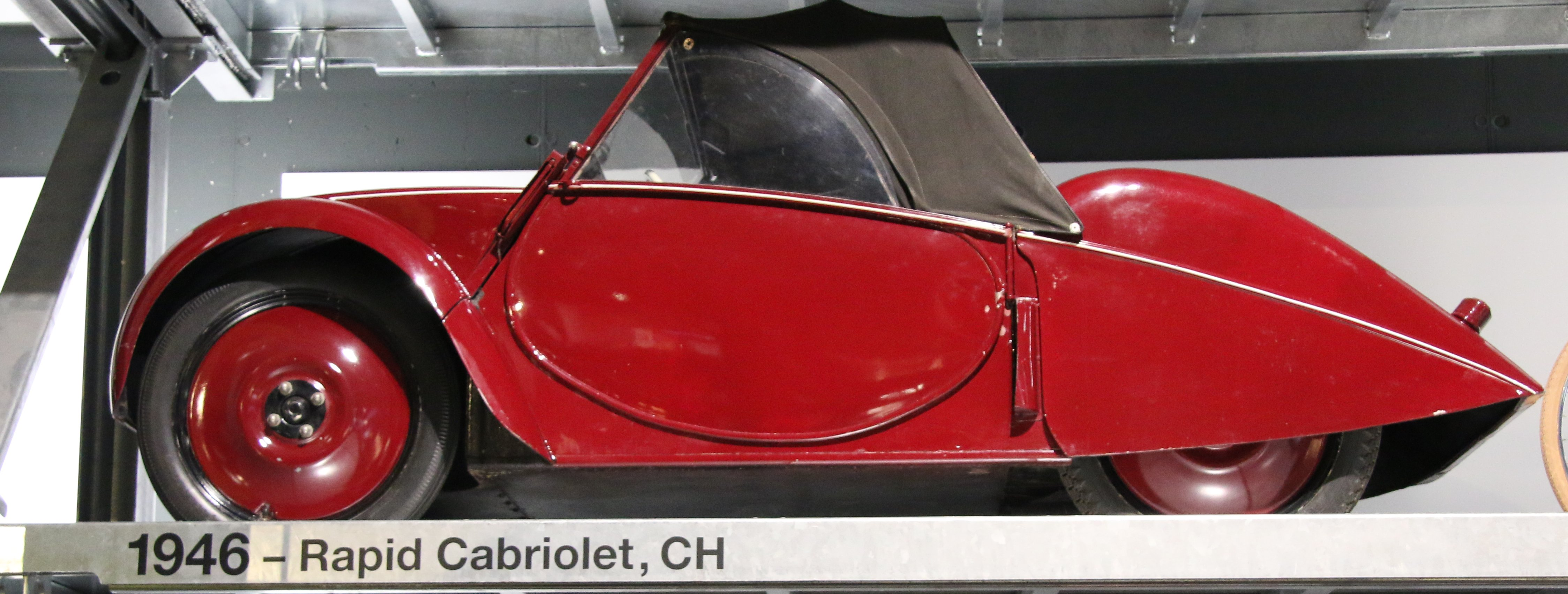
La Kleinstwagen
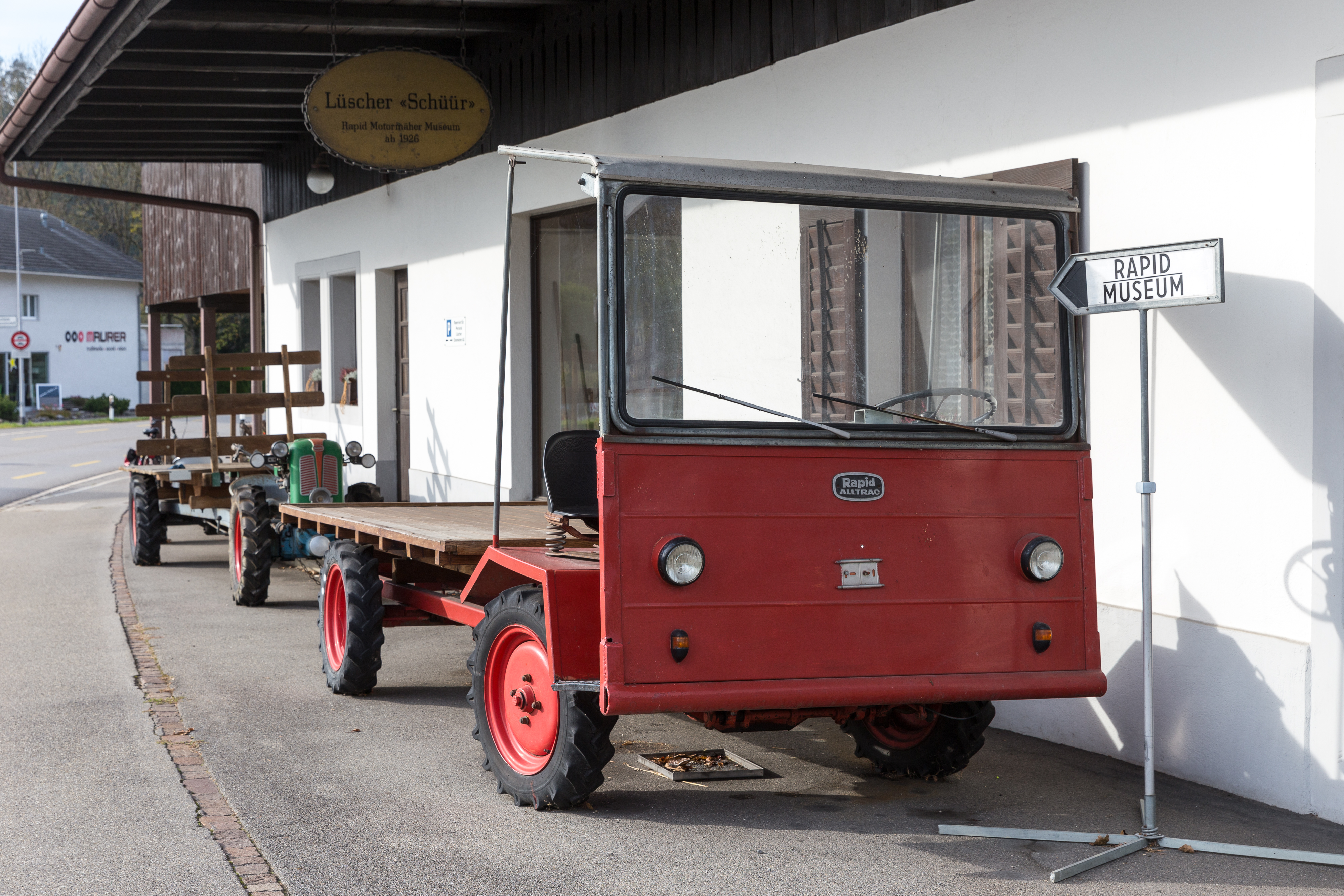
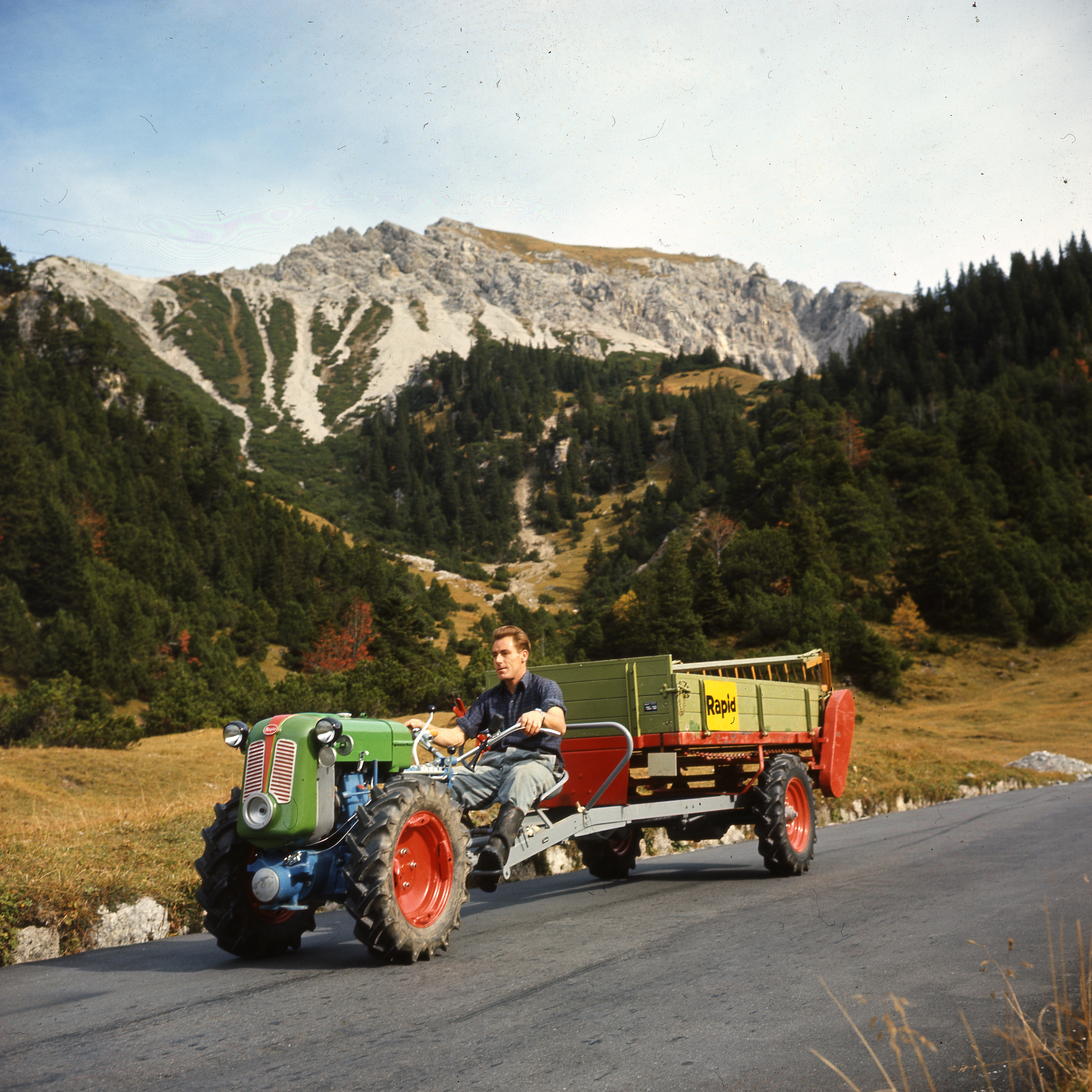
Tracteur deux roues
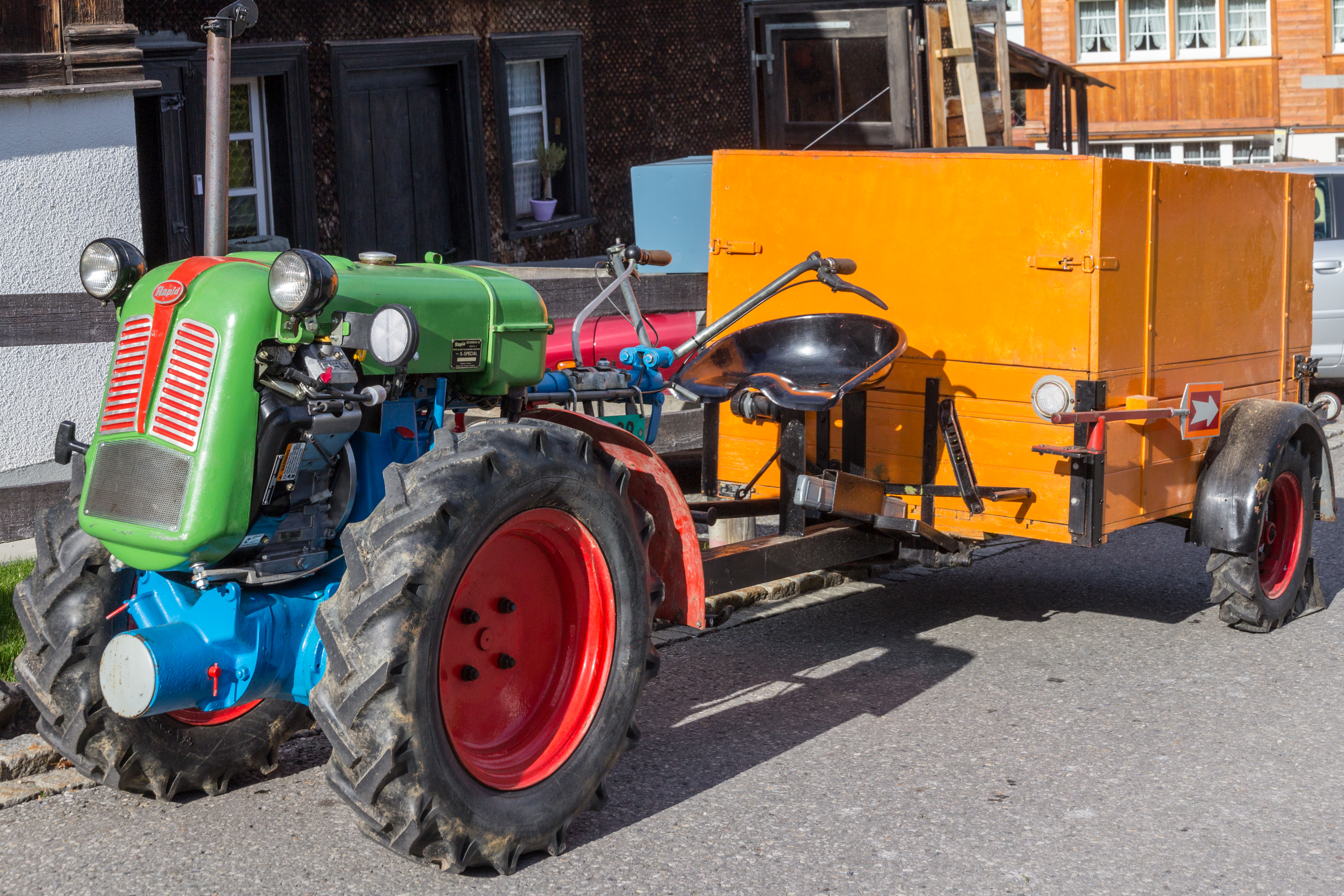
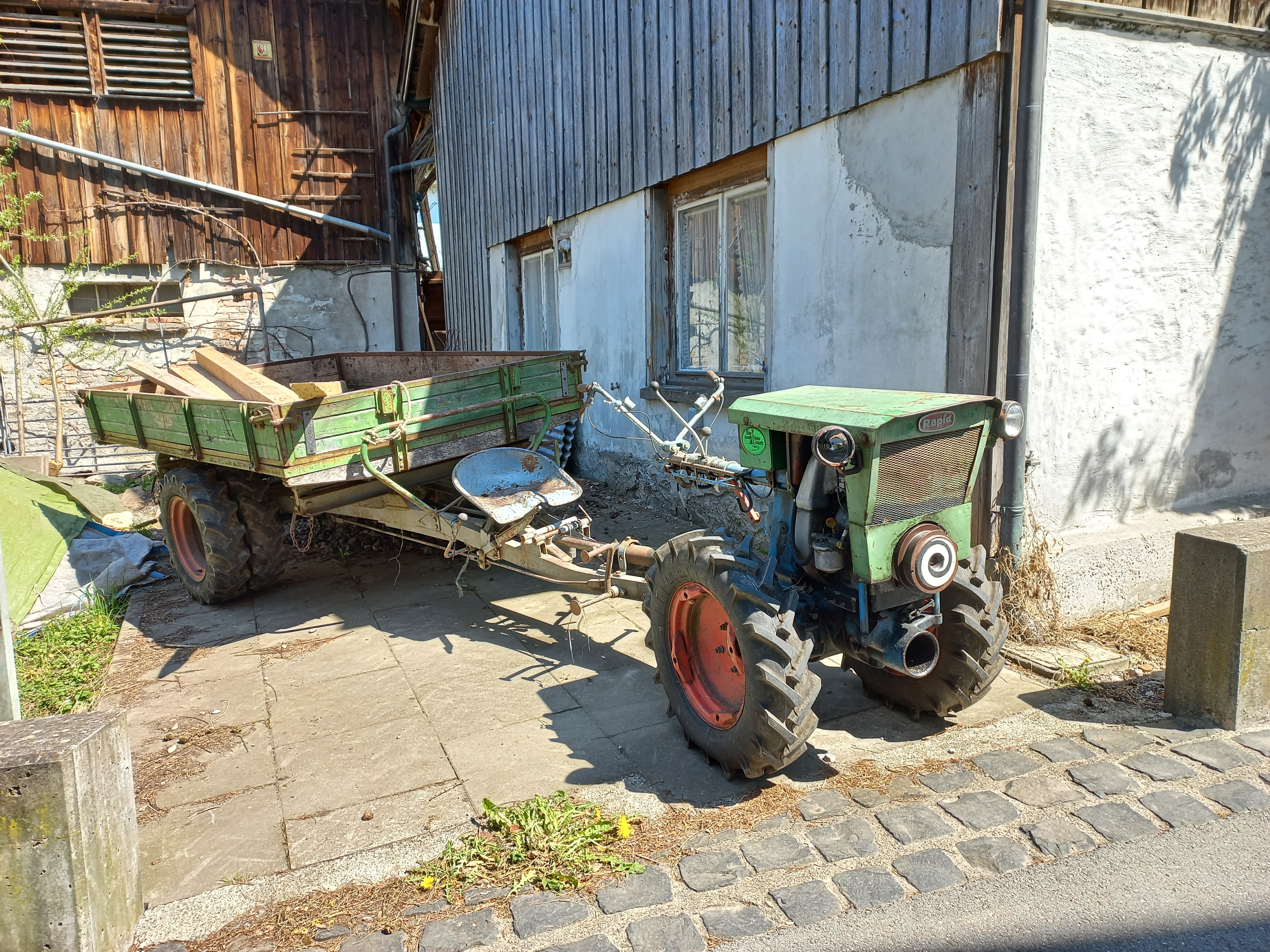
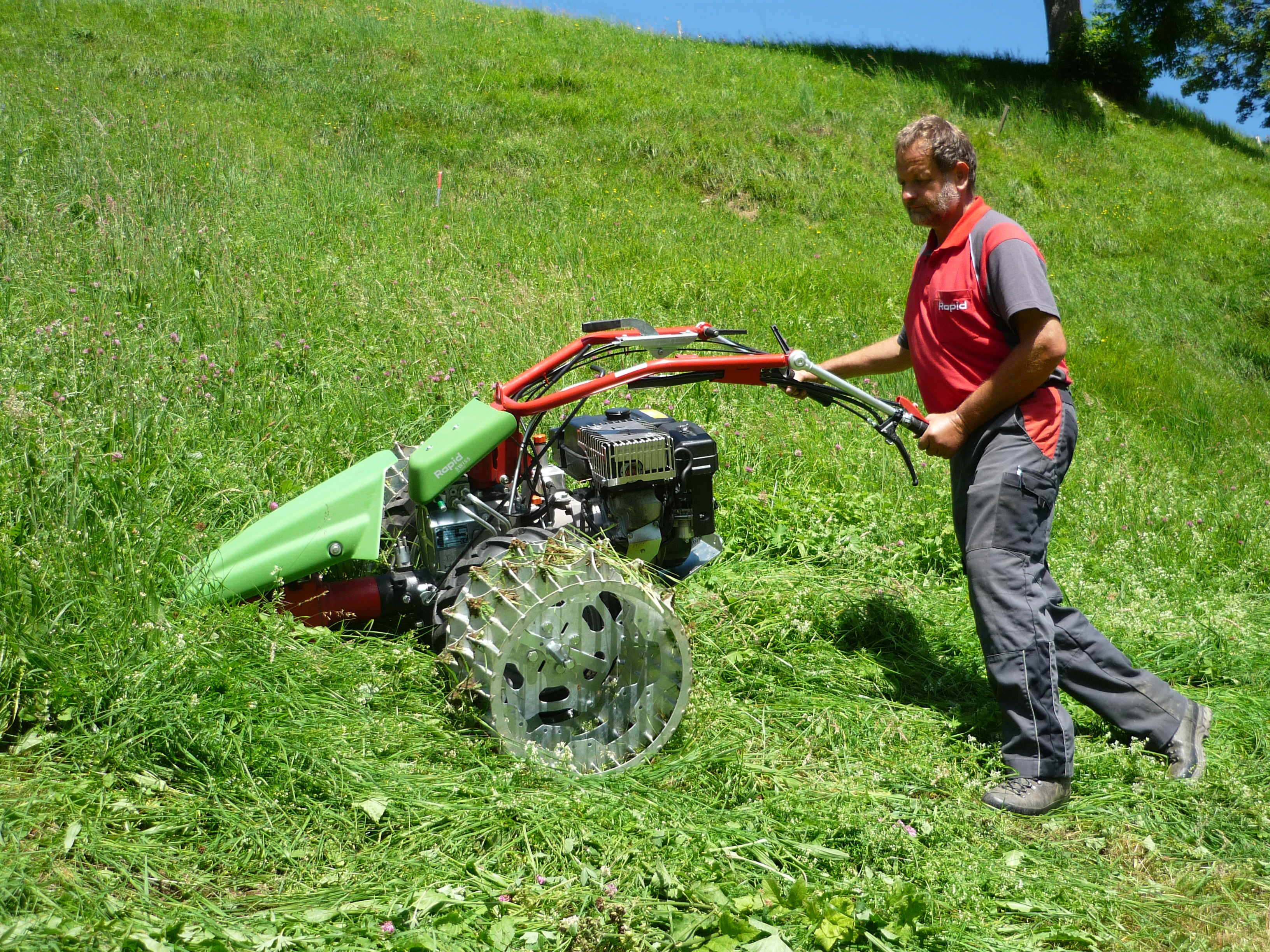
Faucheuse Rapid SWISS